# Sander Meij
Sander Meij (Nijmegen, 1980) is een Nederlandse dichter en (kinderboeken)schrijver en werkt tevens als ghostwriter en vertaler voor verschillende uitgeverijen. Meij studeerde Nederlandse Taal en Cultuur aan de Universiteit van Amsterdam. 
De kinderboeken die hij als ghostwriter schreef in samenwerking met Rutger Vink en Thomas van Grinsven, wonnen in 2022, 2023, en 2024 de Prijs van de Nederlandse Kinderjury in de categorie 6-9 jaar. In 2022 was De magische halsband het bestverkochte Nederlandstalige boek en het bestverkochte kinderboek in Nederland. In 2023 stonden Het Pretpark, De Tijdmachine en De Magische Halsband alle drie in de toptien van bestverkochte kinderboeken in Nederland (respectievelijk op nummer 1, 4 en 6). 
Zijn boek Alma stond op de longlist van de Hans Vervoort-prijs.  